# Zeezrom
Zeezrom is een figuur uit het Boek van Mormon. Hij wordt er beschreven als een advocaat van vuile zaakjes, die het volk voor geldelijk gewin zou hebben opgezet tegen de Joodse Nephieten. (Alma 10:31) Volgens mormoonse bronnen zou dit in 70 v. Chr. zijn gebeurd.
Er is geen historisch bewijs voor het bestaan van deze Zeezrom in Amerika, maar wegens het tijdstip en de Engelse uitspraak van de naam zouden doen vermoeden dat de Romeinse rechtsgeleerde en orator Cicero en het proces tegen de legaat Flaccus model voor hem zouden hebben gestaan.